# Edd Gould
Edward Duncan Ernest Gould ou apenas Edd Gould (28 de outubro de 1988 - 25 de março de 2012) foi um animador, artista, escritor, diretor e dublador britânico. Ele era mais conhecido por criar Eddsworld, uma franquia de mídia composta por animações em flash e quadrinhos da web com versões fictícias de si mesmo e dos colaboradores de longa data Thomas Ridgewell, Matt Hargreaves e outros.
Após a morte de Gould em 2012, a produção de Eddsworld foi passada para Ridgewell e depois para Hargreaves.

## Vida
Edd Gould nasceu em 28 de outubro de 1988 em Isleworth, na Grande Londres, filho de sua mãe, Susan "Sue" Gould e seu pai Duncan Gould. Ele tinha uma irmã, Victoria "Vicky" Gould, e o irmão George Gould. Gould frequentou a Orleans Park School, (como mostrado em seu primeiro desenho animado, intitulado "Edd") e conheceu Matt Hargreaves em um evento esportivo. Embora não gostasse dele no início, Gould se tornou amigo de Hargreaves após a partida de seu ex-melhor amigo, David Chapman, e depois que Hargreaves foi transferido para a sala de aula de Gould. Gould declarou que tinha o hábito de atrair seus amigos para os quadrinhos, então incluiu Hargreaves no que se tornaria Eddsworld. Apesar de reclamar de sempre ser morto em suas primeiras animações, Hargreaves se tornou uma parte proeminente de Eddsworld.
Gould conheceu Tom Ridgewell online, um fã de seu trabalho, pouco depois de começar a fazer animações de bastão. Da mesma forma que conheceu Tom, Gould conheceu Tord Larsson online, tornando-se bons amigos. Ridgewell e Larsson foram eventualmente incluídos no elenco de Eddsworld junto com Hargreaves, aparecendo no Eddsworld Christmas Special 2004.

## Carreira
Em 2002, Gould começou a animar usando um programa de animação GIF para publicar no Stick Figure Death Theatre. Ao descobrir que o site não aceitava mais nada com um GIF, Gould mudou-se para o Macromedia Flash em novembro de 2002. Após sete meses aprendendo o básico da animação em Flash com seu mentor Lavalle Lee, Gould publicou sua primeira entrada em Newgrounds em 6 de junho de 2003, intitulada "Edd".
Em setembro de 2008, Gould logo começou sua carreira em animação e estudou como animador independente na University for the Creative Arts, Maidstone, Inglaterra. Gould mais tarde se juntou ao Cake Bomb, um grupo de mídia criativa fundado por Ridgewell. Ele também dublou o garoto "I Like Trains" na série "Asdfmovie" de TomSka no YouTube e animou o segundo episódio de Asdfmovie.

## Doença e morte
Na tarde de 16 de abril de 2011, Gould revelou que havia sido diagnosticado com leucemia linfoblástica aguda, um câncer dos glóbulos brancos. Esta foi a segunda vez que ele foi diagnosticado com esse câncer, tendo sido diagnosticado anteriormente em 2006. Ele postou um vídeo no YouTube intitulado "Edd vs Cancer", que apresentava Gould, Ridgewell e Hargreaves discutindo o diagnóstico. Apesar de sua saúde, Gould usou sua doença como plataforma para vários esboços nas contas do YouTube de seus amigos.
Na manhã de 25 de março de 2012, Gould morreu de uma infecção recorrente causada por seu câncer. Ridgewell e Hargreaves anunciaram a morte de Gould em um pequeno vídeo, "RIP Edd Gould (1988–2012)", em 27 de março de 2012. O funeral de Gould foi realizado em 10 de abril de 2012 na Igreja de Todos os Santos em Isleworth, e um elogio foi compilado de vários videoclipes de fãs e amigos dando condolências a Gould, mostrados no funeral. O último episódio que ele dirigiu para Eddsworld foi "Space Face (Part 1)", que foi lançado no YouTube em 2 de junho de 2012. A produção de Eddsworld foi passada para Ridgewell e ele continuou a produzir episódios como parte da vontade de Gould. Sob a direção de Ridgewell, o dinheiro e os lucros excedentes foram para o CLIC Sargent, um programa que dava apoio a pacientes com câncer infantil.
Gould foi cremado no Crematório de Mortlake após seu funeral. Em julho de 2012, Hargreaves e Ridgewell espalharam algumas das cinzas de Gould em Hollywood, supostamente perto do letreiro de Hollywood, depois de terem participado da VidCon.

## Filmografia
| Ano                                                                  | Titulo                        | Criador | Escritor | Animador | Ator | Papéis                       | Detalhes adicionais                              |
| -------------------------------------------------------------------- | ----------------------------- | ------- | -------- | -------- | ---- | ---------------------------- | ------------------------------------------------ |
| 2004–2012 (Original); 2012–2016 (Era Legacy); 2020-2022 (Era Beyond) | Eddsworld                     | Sim     | Sim      | Sim      | Sim  | Ele mesmo Vários Personagens | Série de animação na Internet e canal no YouTube |
| 2008–2011 (original); 2015–2018 (Arquivo)                            | TomSka/ASDFMovie              |         |          | Sim      | Sim  | Ele mesmo Vários Personagens | Canal no YouTube                                 |
| 2009–2012                                                            | Slomozovo                     |         |          |          | Sim  | Ele mesmo                    | Canal no YouTube                                 |
| 2010–2012                                                            | InkyKeyboard/Matt Lobster     |         |          |          | Sim  | Ele mesmo                    | Canal no YouTube                                 |
| 2011                                                                 | Coelhos em ação(RageNineteen) |         |          |          | Sim  | Vários Personagens           | Série de animação na Internet                    |
| 2011                                                                 | Skeff (Paul ter Voorde)       |         |          |          | Sim  | Como Narrador                | Esboço de animação na internet                   |
| 2011                                                                 | \| Dick Figures \|            |         |          | Sim      |      |                              | em Episódio "Bath Rhymes"                        |
| Dick Figures                                                         |                               |         |          |          |      |                              |                                                  |